# Schutzkleidung
Die Schutzkleidung ist Teil der persönlichen Schutzausrüstung und bezeichnet Kleidungsstücke, die vor gefährlichen Einflüssen wie Hitze, Nässe, Kälte, Chemikalien oder Strahlung schützen. Funktionskleidung kann umgekehrt auch die Umgebung vor dem Träger der Schutzkleidung abschirmen. Etwa um zu verhindern, dass Patienten im Operationssaal von medizinischem Personal infiziert werden oder Reinräume durch menschliche Zellen oder Fasern kontaminiert werden.

## Arten

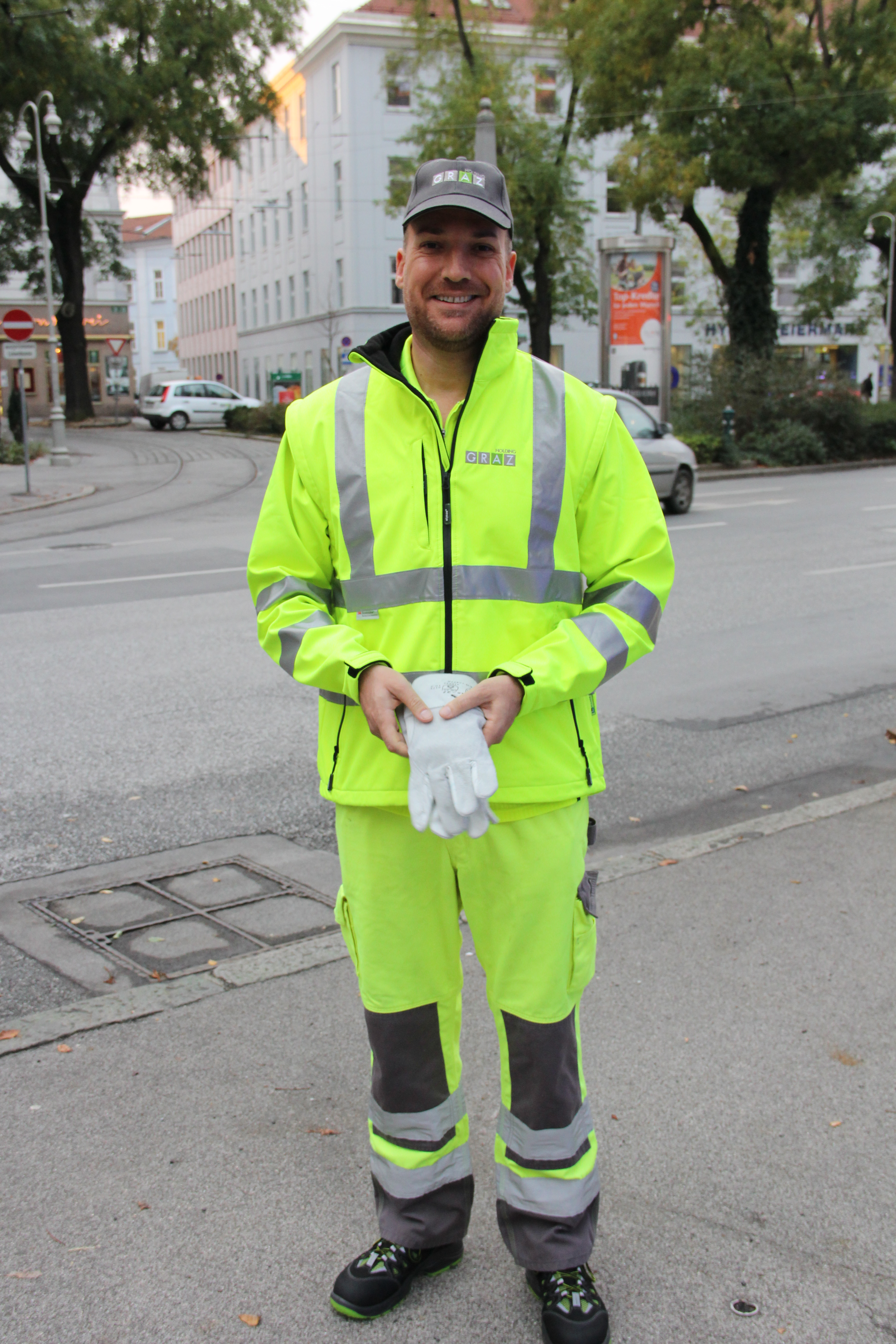
Warnschutzkleidung

Es werden folgende Arten von Schutzkleidung unterschieden:
- Druck- und Schnittschutz (stark belastbare Materialien)
- Infektionsschutz (OP-Kleidung im Operationssaal oder bei Isolierung)
- Hygieneschutz bei der Produktion, Verarbeitung und Ausgabe von Lebensmitteln
- Warnschutz (Sichtbarkeit durch Reflektoren und leuchtendes Gewebe)
- Wetterschutz (wind- und wasserabweisende Stoffe)
- Hitze- und Flammschutz (schwer entflammbares Gewebe)
- Chemikalienschutz (zertifizierte Schutzkleidung)
- Elektrostatikschutz (antistatisch wirkende Kleidung)
- Schutz vor Insektenstichen (Schutzkleidung in der Imkerei)

## Schutzkleidung im Alltag
Im Alltag trägt der Mensch viele Arten. Er zieht ein Regencape an oder etwa spezielle, vor Kälte isolierende Winterjacken. Auch sind Halskrause und Haarschneideumhang beim Friseur als Schutzkleidung zu klassifizieren. Dazu zählen auch Einweghandschuhe, Küchenschürzen oder Kondome.

### Schutzkleidung für Motorradfahrer

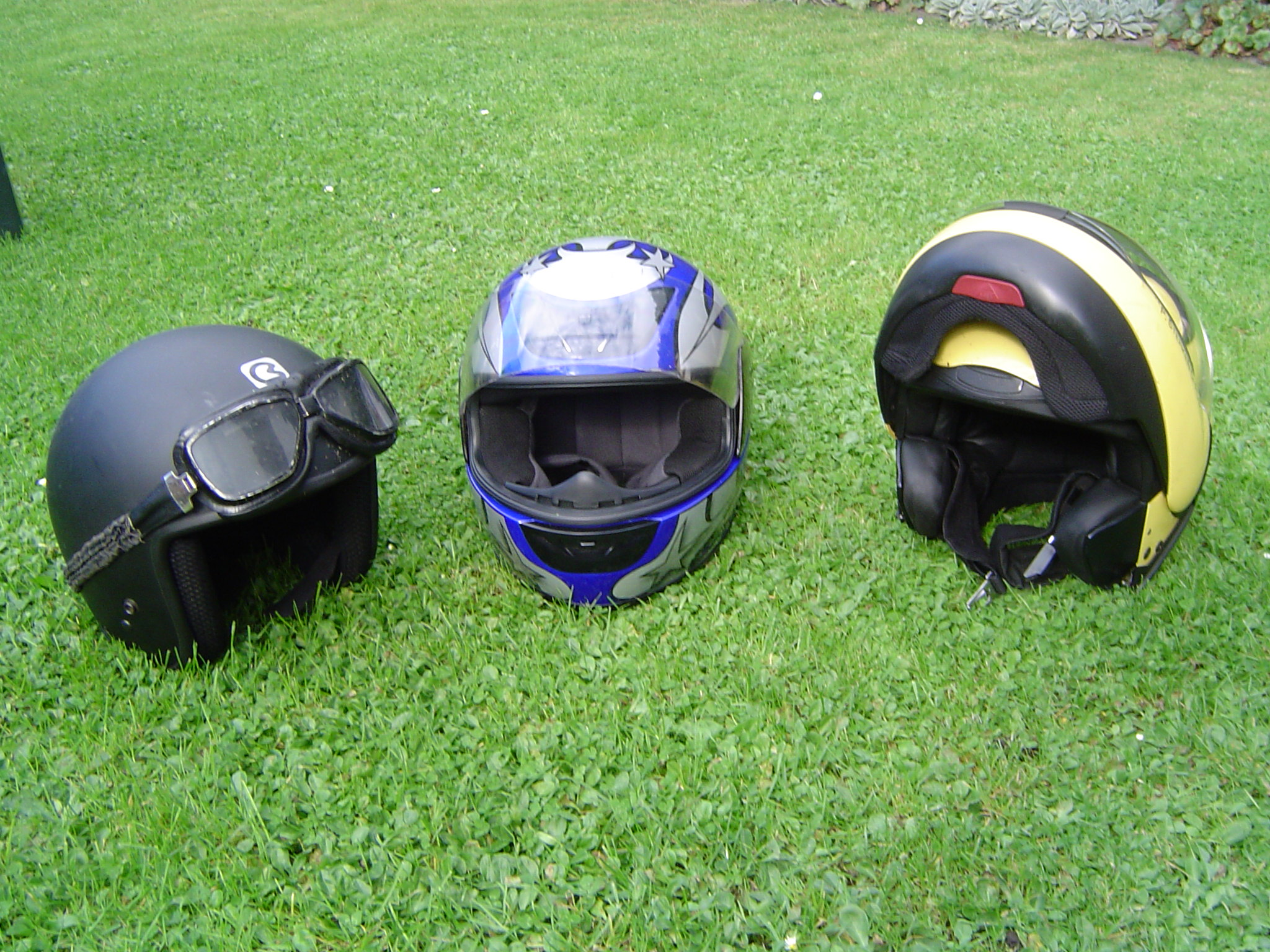
V. l. n. r.: Jet-, Integral- und Klapphelm

Gesetzlich vorgeschrieben ist z. B. eine CE zertifizierte und mit Protektoren nach DIN 1621-1 und -2 versehene Schutzkleidung für Personen, die beruflich Motorrad fahren (Polizeibeamte, Boten etc.) – einschließlich der Helme nach der ECE-Prüfnorm 22-05.

### UV-Schutzkleidung
UV-Schutzkleidung mit einem Lichtschutzfaktor 40–50 soll vor ultravioletten Strahlen bei Sonnenexposition schützen. Die UV-Strahlung wirkt thermisch auf Haut und Augen und kann dadurch zu Hautkrebs (Malignes Melanom) und Entzündungen oder Katarakten am Auge führen. Um schützende Kleidungsstücke herzustellen, die beim Baden – insbesondere von Kindern – getragen wird, erfolgt beim australisch-neuseeländischen Standard (AS/NZS 4399) die Messung an neuwertigem, textilen Material in ungedehntem und trockenem Zustand. Mit dem UV Standard 801 wird von einer maximalen Strahlungsintensität mit dem Sonnenspektrum in Melbourne (Australien), am 1. Januar eines Jahres (auf dem Höhepunkt des australischen Sommers), dem empfindlichsten Hauttyp beim Träger und unter Tragebedingungen ausgegangen. Da sich das Sonnenspektrum auf der Nordhalbkugel von demjenigen in Australien unterscheidet, wird bei der Messmethode nach der europäischen Norm EN 13758-1 das Sonnenspektrum von Albuquerque in New Mexico, USA zu Grund gelegt, das in etwa dem in Südeuropa entspricht.

## Schutzkleidung im Beruf und Ehrenamt
Im Beruf gehört Schutzkleidung zur Arbeitskleidung und wird durch Arbeitsschutzgesetze, Dienstanweisungen oder Arbeitsanweisungen vorgeschrieben. Berufsgenossenschaften schreiben in vielen Bereichen berufliche Schutzkleidung aller Art vor. Etwa bewahren Schutzbrillen, Gehörschutz, Sicherheitsschuhe, Laborkittel und säurefeste Handschuhe Arbeiter ganz oder teils vor den entsprechenden Gefahren und erhöhen die Arbeitssicherheit. Besonders umfangreiche persönliche Schutzausrüstungen tragen beispielsweise Feuerwehrleute. Die persönliche Ausrüstung von Feuerwehrangehörigen umfasst neben einem Schutzanzug auch Schuhwerk, Handschuhe und einen Helm.
Weiterhin ist für alle im Straßenverkehr tätigen Personen ein Warnschutz nach EN 471 Klasse 3 vorgeschrieben. Regenschutzbekleidung wird nach EN 343 zertifiziert.

### Chemikalienschutzkleidung

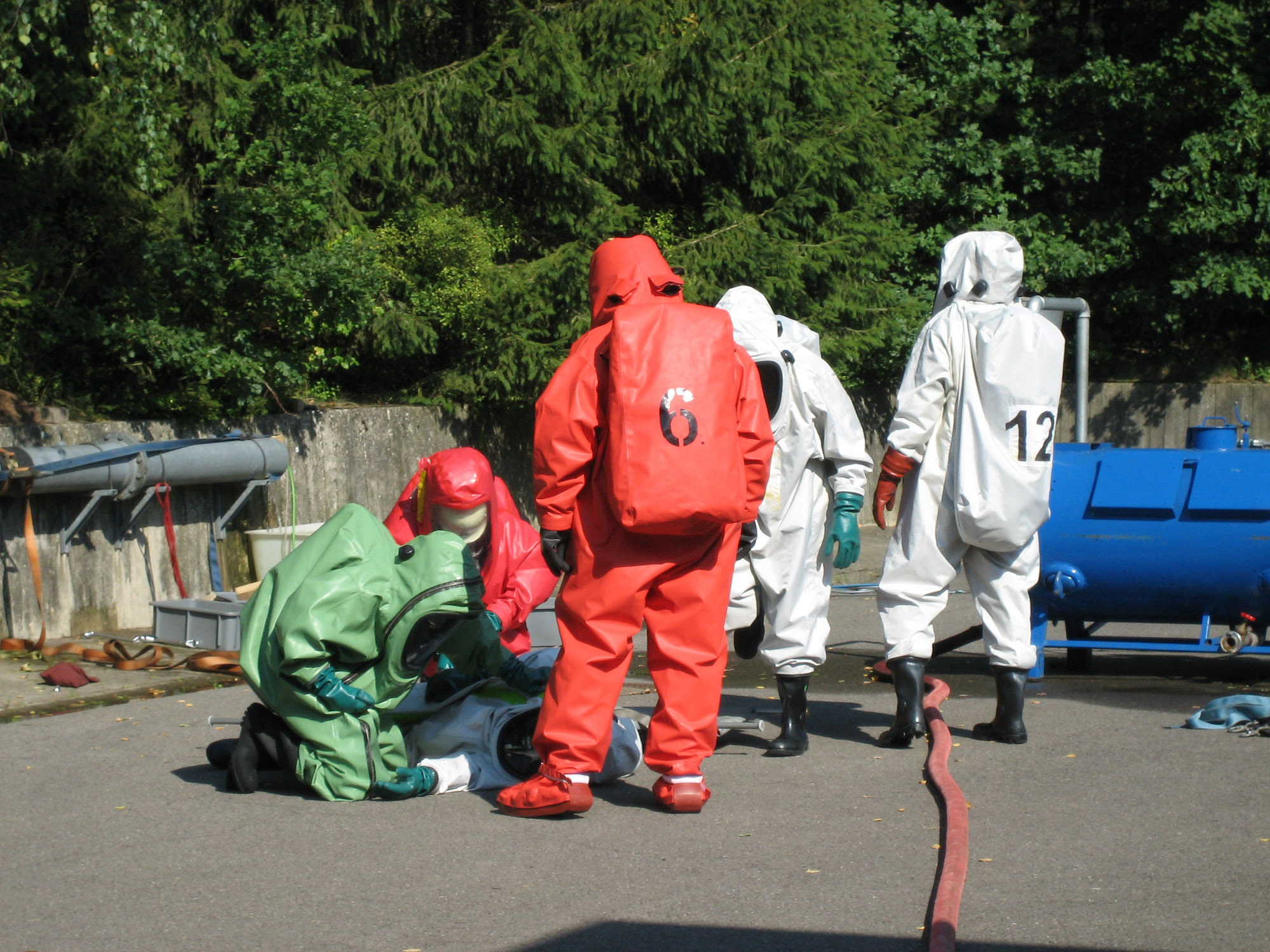
Chemieschutzanzüge

Aber auch in der Industrie ist Schutzkleidung weit verbreitet. Wer zum Beispiel in der Chemieindustrie arbeitet, sollte Kleidung tragen, die vor den Gefahren durch flüssige Chemikalien schützt, gemäß der Norm EN 13034 Typ 6. Aber auch in anderen Branchen, wie der Stahl- oder Automobilindustrie, in Raffinerien, Verzinkereien oder Galvanikunternehmen kommt Chemikalienschutzkleidung häufig zum Einsatz.

### Hitzeschutzkleidung
Wer im Beruf mit Hitze und Flammen in Berührung kommt, zum Beispiel bei der Arbeit an Hochöfen oder Gießereien, trägt Hitzeschutzkleidung, die vor extremen Temperaturen und Verbrennungsgefahren schützt. Die entsprechende Norm für Hitzeschutzkleidung ist die EN 531.

### Schnittschutzkleidung

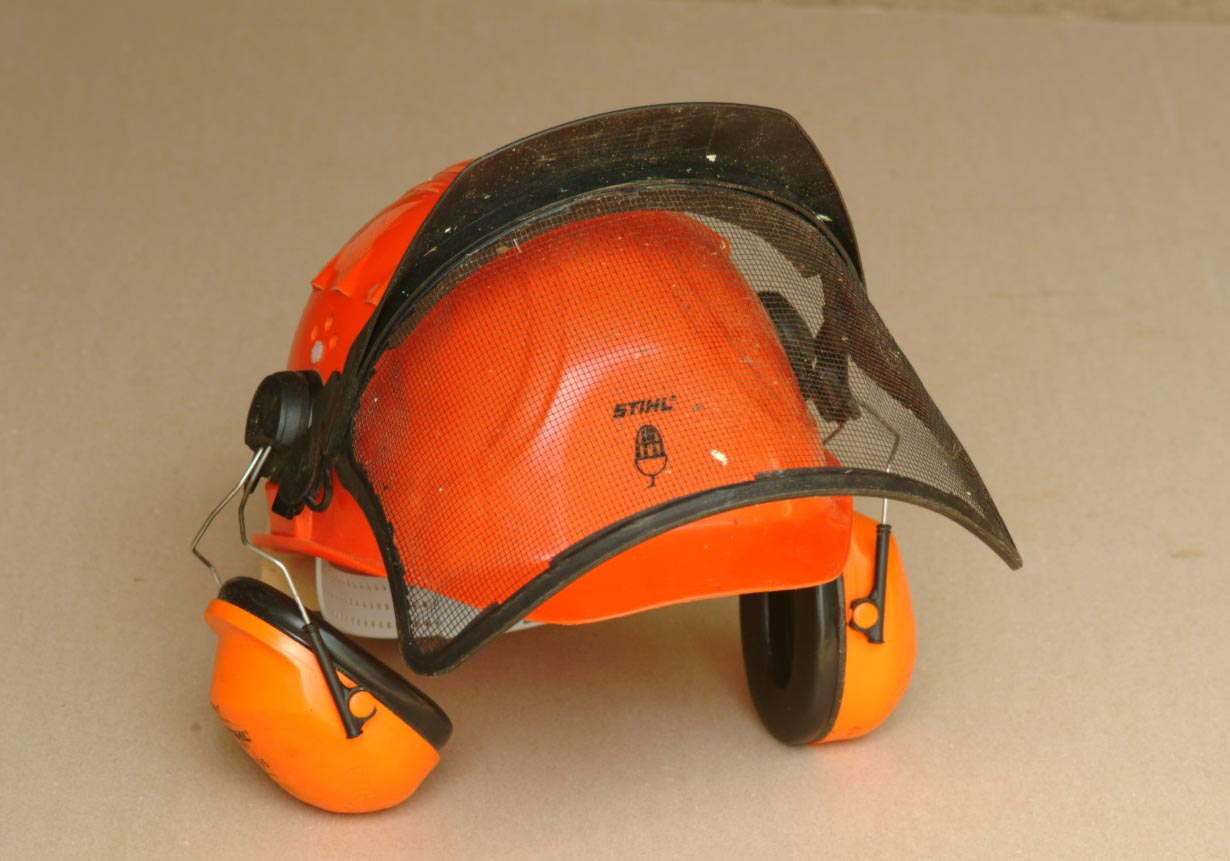
Schutzhelm mit Gehörschutz und Visier zum Arbeiten mit einer Motorsäge

Für Einsätze mit Sägen existieren separate Schnittschutzkleidungen.

#### Herstellungs- und Prüfungsbeschreibung für eine universelle Feuerwehrschutzbekleidung
Die HuPF (Abkürzung für „Herstellungs- und Prüfungsbeschreibung für eine universelle Feuerwehrschutzbekleidung“) ist eine für die Feuerwehr in Deutschland geltende Ausführungsnorm für Schutzkleidung als Teil der persönlichen Ausrüstung von Feuerwehrangehörigen. Sie legt fest, wie die übergeordnete Anforderungsnorm DIN EN 469 ausgeführt werden soll. Eine Anerkennung nach HuPF ist oftmals die Voraussetzung für die Beschaffung von Schutzbekleidung durch den Träger der Feuerwehr.

### Infektionsschutzkleidung

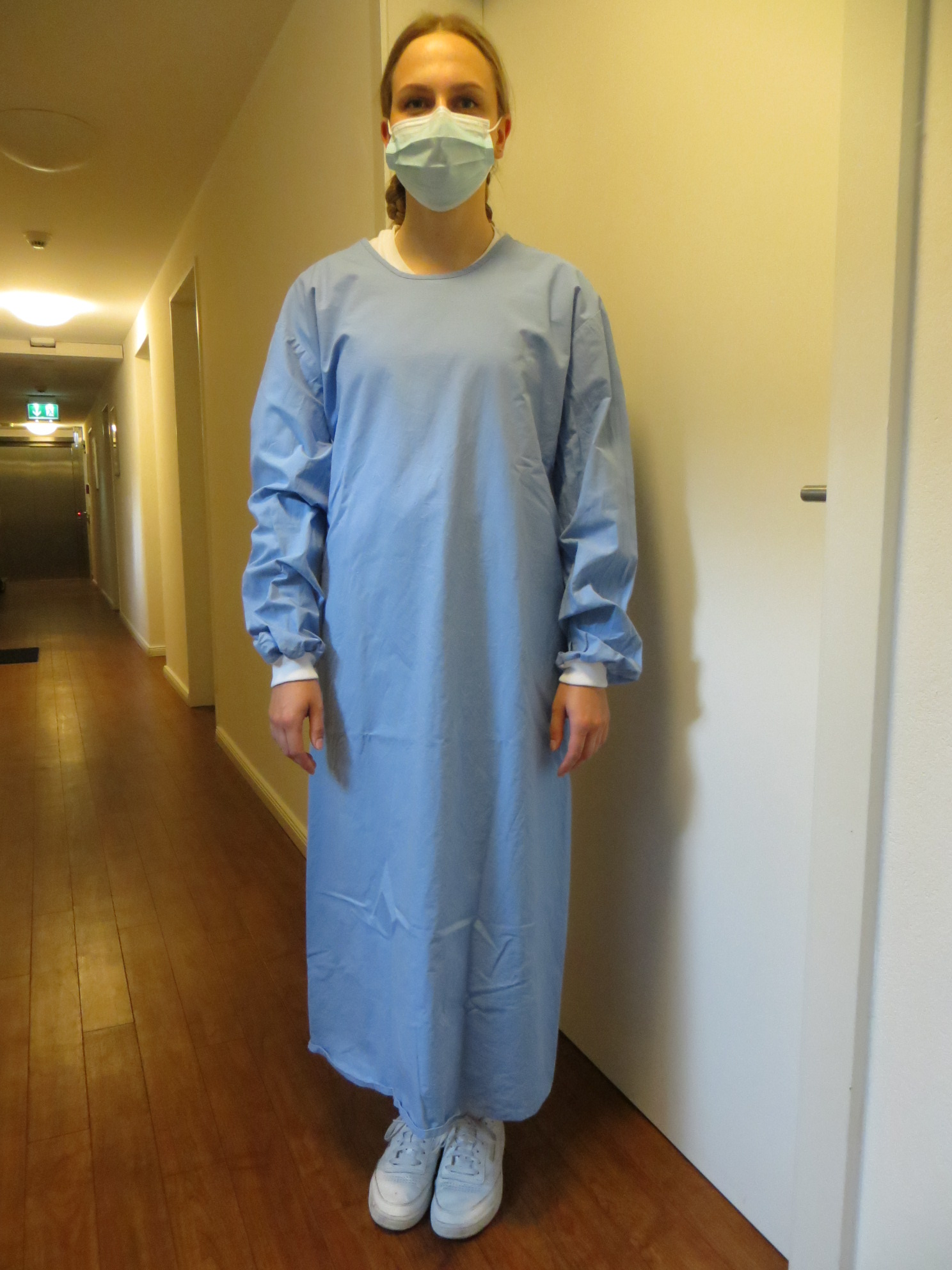
Langärmeliger Schutzkittel aus Baumwolle, wiederverwendbar

Um das Risiko zu senken, Krankheitserreger zu übertragen, wird in verschiedenen Einrichtungen der Patientenversorgung bei bestimmten Anlässen vom Personal spezielle Schutzkleidung über der Arbeitskleidung getragen. Im Rahmen der Basis- bzw. Standardhygiene wird damit ein direkter Kontakt mit Blut, Sekreten oder Exkreten vermieden. Besucher von infektiösen oder besonders infektionsgefährdeten Patienten, zum Beispiel auf Intensivstationen, müssen in der Regel vorher ebenfalls Schutzkleidung überziehen.
Zur Schutzkleidung gehören Schürzen, Schutzkittel, Hauben, Schutzmasken, Überschuhe, Schutzbrillen und Handschuhe, die in unterschiedlicher Kombination getragen werden. Zum Teil handelt es sich um Einmalartikel, welche nach der Verwendung entsorgt werden, wie Einmalhandschuhe und Mund-Nasen-Schutz; andere, zum Beispiel kochfeste Stoffkittel oder Schutzbrillen, können nach desinfizierender Aufbereitung wiederverwendet werden.

### Schutzkleidung bei Kälte

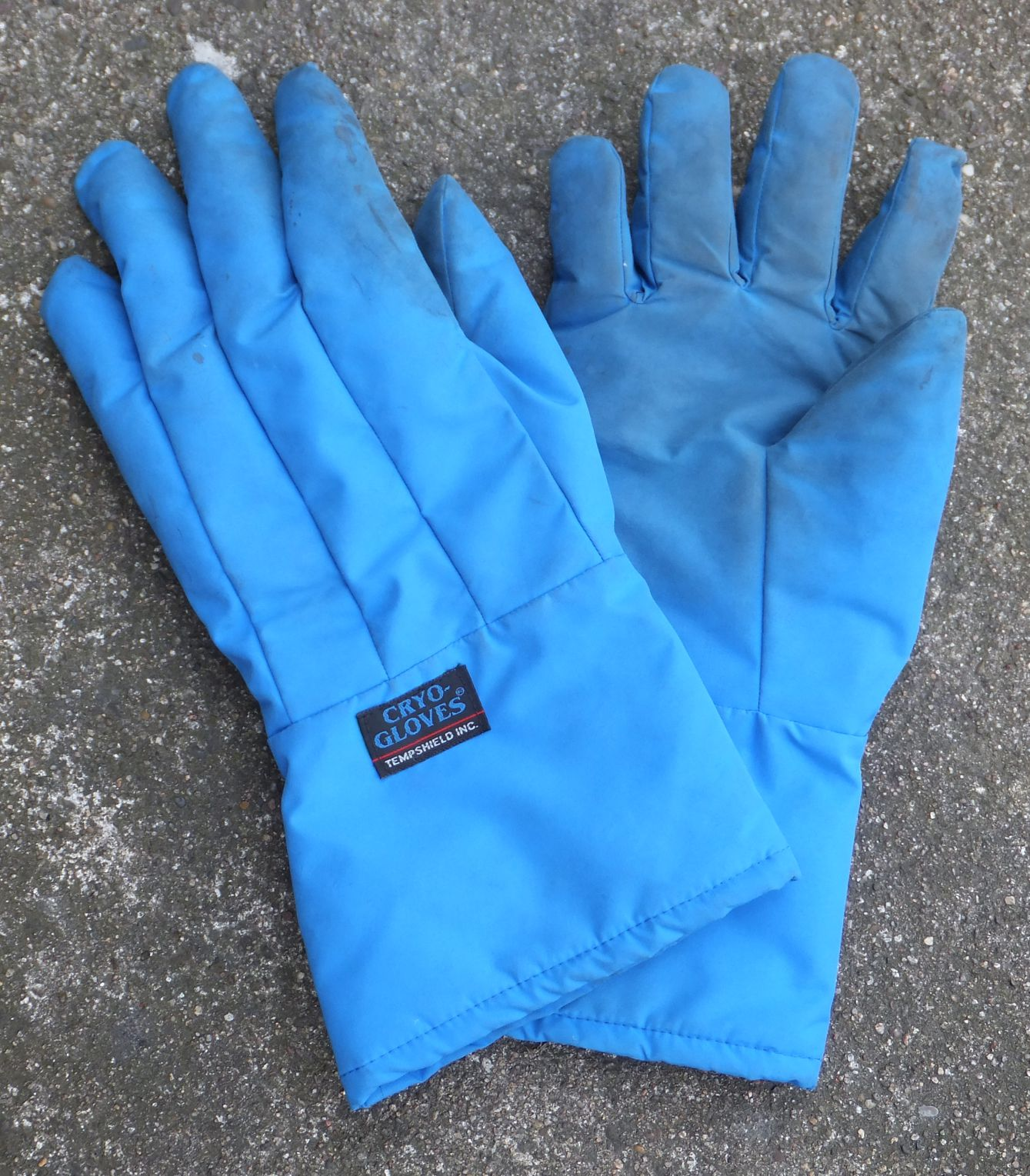
Tieftemperatur-Handschuhe für Arbeiten mit verflüssigten Gasen

### Kontaminationsschutzkleidung
Zusätzlich zur Chemikalienschutzkleidung existieren bei zahlreichen Katastrophenschutzeinheiten sowie in Betrieben mit atomaren Stoffen (einschließlich Kernkraftwerken) spezielle Schutzanzüge für Strahlenschutzeinsätze.

### Schutzkleidung bei Wassergefahren
Bei Hochwasserlagen werden bei einigen Einheiten Wathosen eingesetzt; ebenso zählen Rettungswesten und Tauchanzüge zu dieser Art Schutzkleidung.

### Schutzkleidung von Feuerwehrangehörigen

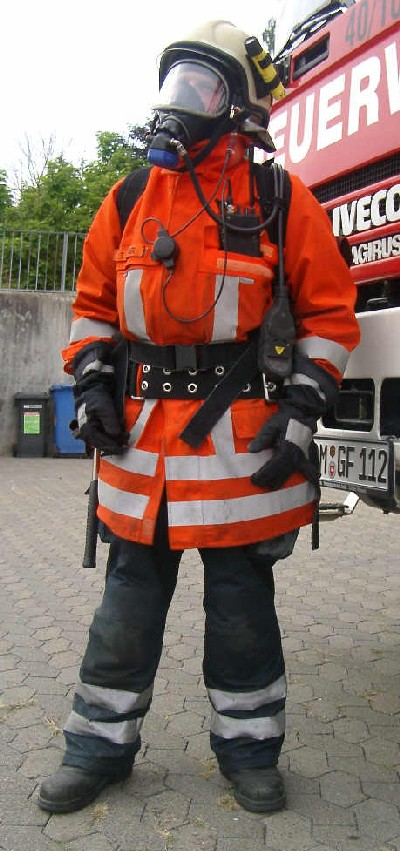
Feuerwehrmann mit erweiterter persönlicher Schutzausrüstung in Niedersachsen

Die persönliche Schutzkleidung von Feuerwehrangehörigen stellt den Grundschutz einer jeden Einsatzkraft dar und umfasst im Wesentlichen den Feuerwehrschutzanzug, den Feuerwehrhelm mit Nackenschutz, die Feuerwehr-Schutzhandschuhe und das Feuerwehrschutzschuhwerk.

### Schutzkleidung beim Militär

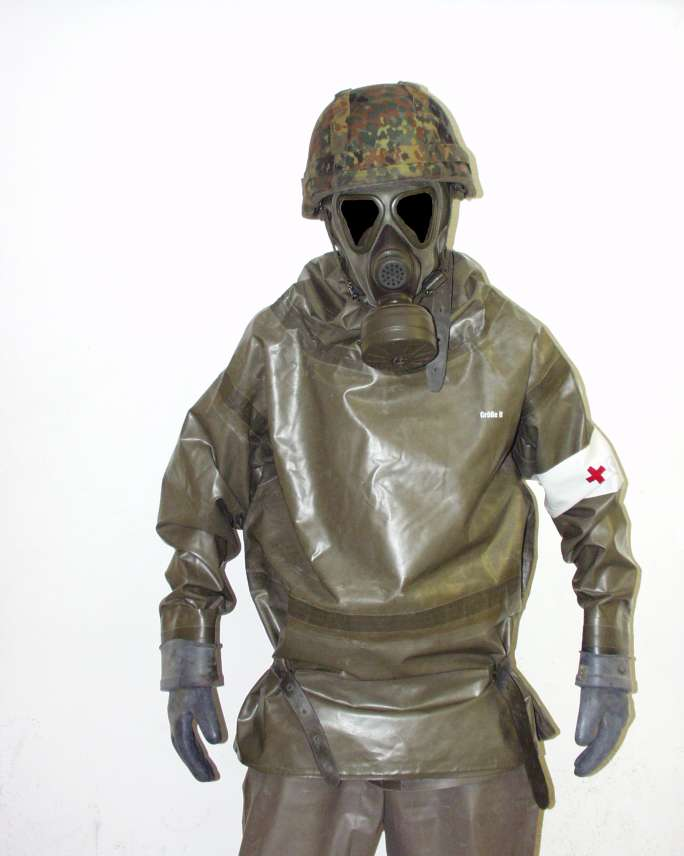
ABC-Sonderschutzbekleidung ZODIAK der Bundeswehr

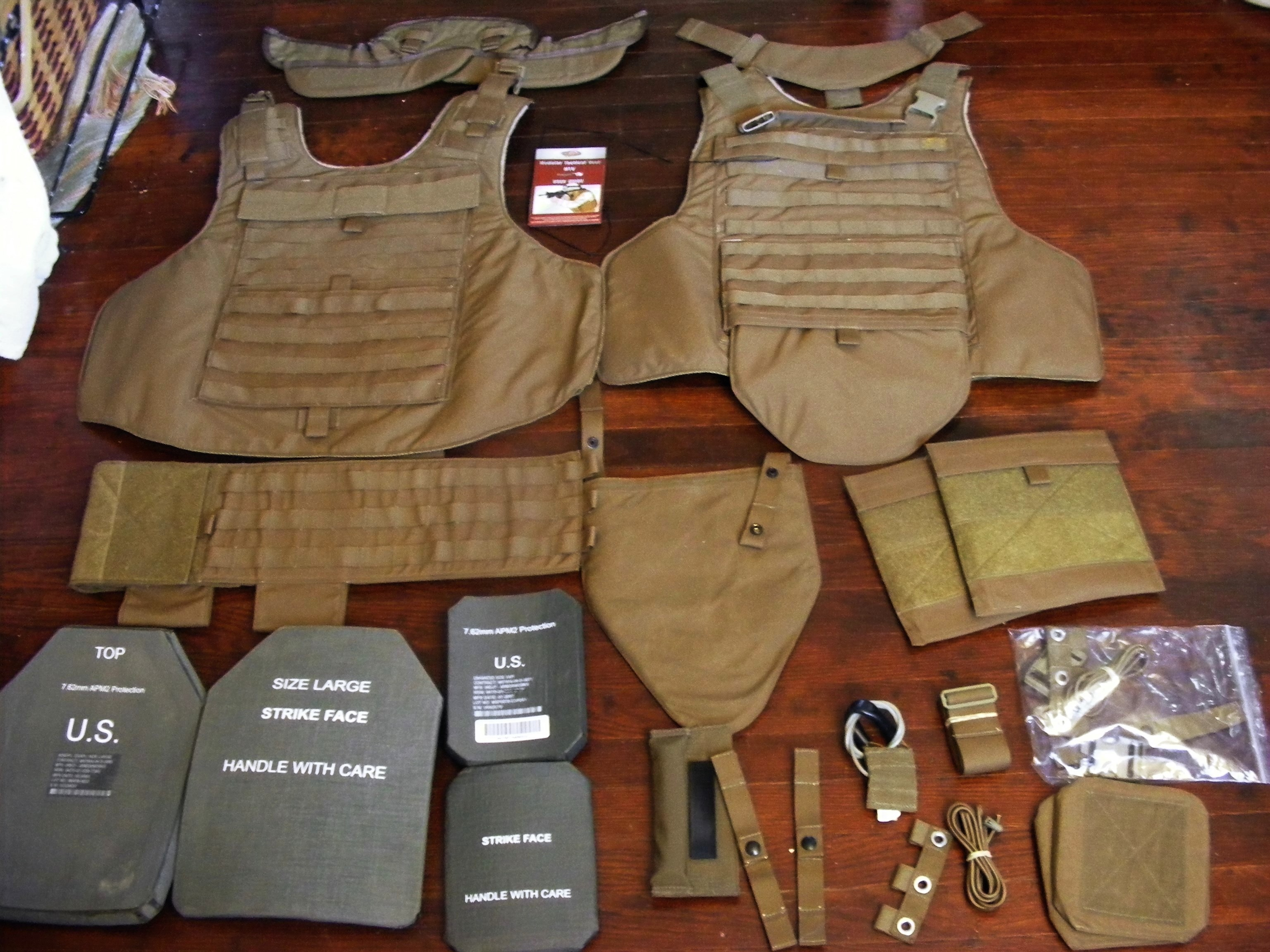
Teile einer militärischen Schutzweste der US-Streitkräfte

Soldaten tragen neben ihrer Uniform zu ihrem Schutz Kampfstiefel und Gefechtshelme. Früher wurden Stahlhelme als Kopfschutz eingesetzt, die heute weitestgehend durch Helme aus Aramiden, z. B. Kevlar ersetzt wurden. Diese Helme bieten einen besseren ballistischen Schutz und sind aufgrund des Gewichtsvorteils angenehmer zu tragen. Im Einsatz tragen Soldaten zusätzlich eine beschusshemmende Weste und in staubigen Umgebungen (Wüstengebiet) eine Schutzbrille/Korbbrille, um die Augen zu schützen. Weitere Schutzkleidung eines Soldaten ist die Wind- und Nässeschutzkleidung, die früher aus PVC/Gummi bestand und heute aus atmungsaktivem PTFE Gore-Tex besteht.
Des Weiteren gibt es ABC-Schutzausrüstung vor atomaren, biologischen, chemischen Gefahren; Motorradschutzkleidung; Taucherausrüstung, Schutzbekleidung Kampfmittelräumung usw. Diese sind meist farblich angepasst.
Geschichte der militärischen Schutzkleidung
Die ersten Schutzkleidungen gab es schon in der Vorgeschichte des Menschen, diese bestanden aus mehreren Lagen Leder. Von ersten wirklichen Rüstungen kann man ab etwa 1500 v. Chr. bei den Assyrern sprechen. Diese bestanden aus Leder, welche mit Metallplättchen verstärkt waren.
Erste einfache Helme aus Bronze gab es schon 3000 v. Chr., diese schützten nur den Kopf, nicht aber das Gesicht vor Schwerthieben. Den ersten Ganzkopfschutz aus Metall gab es im frühen Mittelalter (11./12. Jahrhundert). Als Körperschutz dienten vor allem Kettenhemden die ab dem 6. Jahrhundert n. Chr. nach und nach Verbreitung fanden, bis sie im 15. Jahrhundert fast vollständig von schweren Rüstungen aus mehreren, übereinanderliegenden Metallplatten (Ritterrüstung) verdrängt wurden. Mit dem Aufkommen der ersten Schusswaffen verloren diese Schutzpanzerungen ihre Bedeutung. Die nächste Entwicklung waren leichte Schutzhelme gegen Splitter, die im Ersten Weltkrieg Verwendung fanden. Bessere Helme mit gepolstertem Innenfutter kamen erst 1918 zum Einsatz, weitere Entwicklungen waren die Brust- und Rückenpanzer der Amerikaner aus Metall, sowie der Einsatz von Kevlar bei Helmen. Schutzbrillen aus Panzerglas für Piloten kamen erst im Zweiten Weltkrieg um 1940 bei der US-Luftwaffe auf. Später entwarfen die Amerikaner auch noch leichtere Körperschutzwesten aus Kevlar und anderen Aramiden für die übrige Armee. Diese Fasern werden heutzutage in beschusshemmenden Westen und Schutzhelmen bei Polizei und Militär und anderen Sicherheitsdiensten weltweit eingesetzt.

### Polizeischutzkleidung

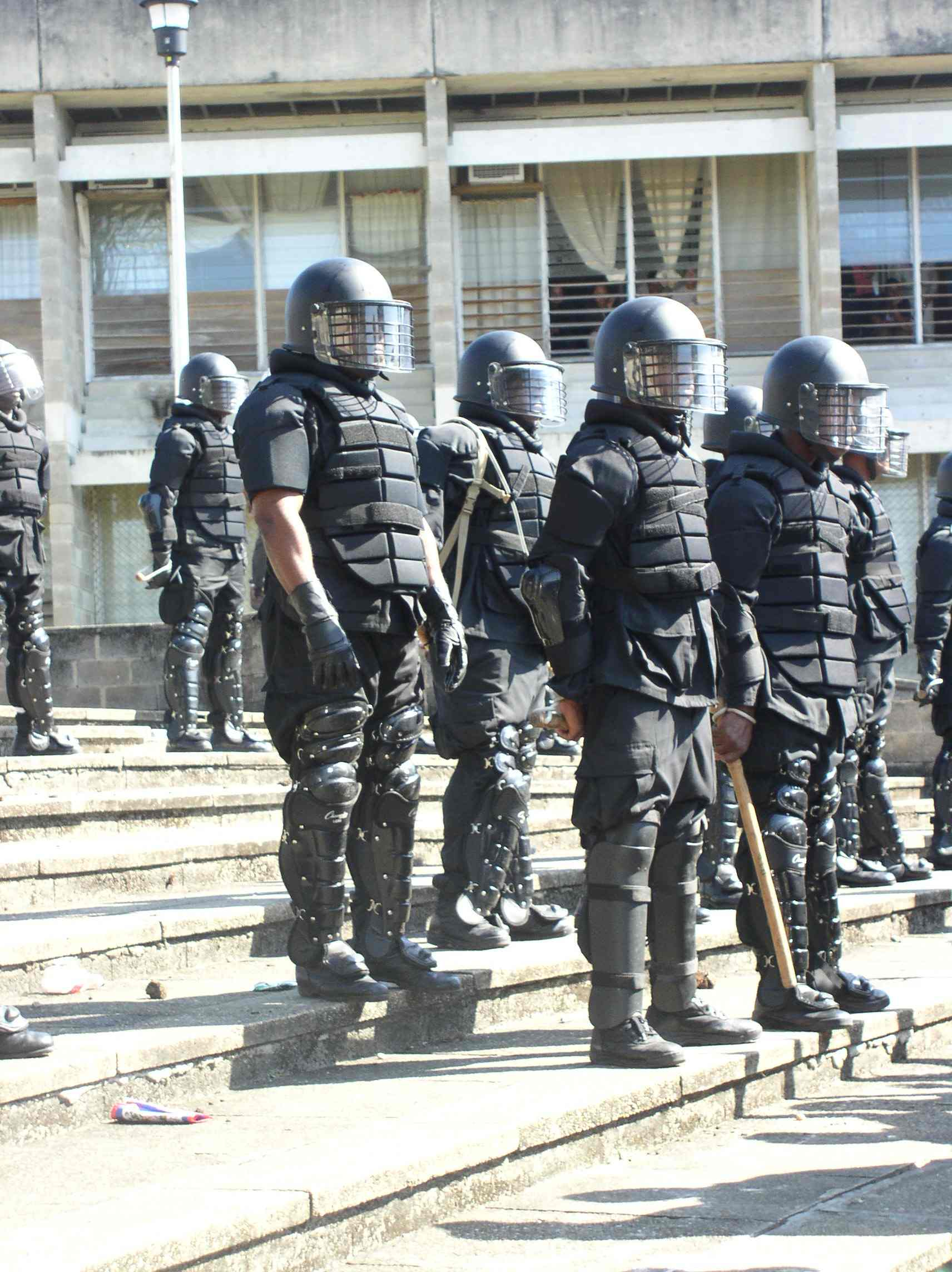
Schutzkleidung bei Spezialeinheiten der Polizei

Spezielle Polizeieinheiten, etwa die Bereitschaftspolizei, verwenden besondere Schutzkleidung beispielsweise bei Demonstrationen: in der Regel Schutzhelme mit Visieren, Knie- und Gelenkschützer, Sicherheitsschuhe und Beschusshemmende Westen.
Auch für die Kampfmittelbeseitigung existieren spezielle Schutzkleidungen zum Schutz vor Splittern und Druckwellen.

### Imkerschutzkleidung
In der Imkerei dient Schutzkleidung, bestehend aus Imkerhut mit Schleier, einem weißen oder sehr hellen Anzug, Handschuhen und geschlossenen Arbeitsschuhen, dem Schutz vor möglichen Stichen der Honigbienen.

## Schutz- und Sicherheitstextilien

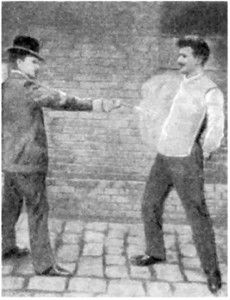
Test einer beschusshemmenden Weste für die Polizei im Jahre 1901 mit einem 7-mm-Revolver

Synthetische Hochleistungsfasern sind für Schutz- und Sicherheitsanwendungen besonders geeignet. Die Fasern zeichnen sich durch eine mechanische Festigkeit (schnitt- und schussfest), chemische Beständigkeit und Feuerfestigkeit aus. Zusätzlich haben die Textilien aus diesen Fasern ein geringes Gewicht.
Zur Herstellung kugelsicherer Westen werden hochfeste Polyethylenfasergarne (HPPE) zu Geweben verarbeitet und mit HPPE- oder Keramikplatten als Tascheneinlagen zusätzlich verstärkt. Auch die Nutzung von Aramidfasern mit energieabsorbierenden Eigenschaften ist für Polizei und Militär üblich. HPPE Fasern werden für Bekleidungen mit flammfesten Eigenschaften in Kombination mit entsprechend ausgerüsteten Baumwollgeweben verwendet. Aramidfasern weisen hervorragende Eigenschaften zur Herstellung von hitzebeständigen Maschenwaren und Geweben für Handschuhe und Körperprotektoren auf. Die entsprechende Schutzwirkung bleibt auch bei Durchnässung eines Aramidgewebes erhalten.
Weitere Fasern mit feuerbeständigen Eigenschaften sind PVC-, Polyacrylnitril- (PAN) und Melamin-Formaldehydfasern. Aktuelle Entwicklungen machen für Strahlenschutzbekleidungen neben den bewährten Kohlenstofffaser-Materialien den Einsatz leitfähiger Metallfilamente möglich.